# 魔法少女砂沙美
《魔法少女砂沙美》是AIC製作的魔法少女類型日本動畫，本來是《天地無用》的外傳。後來因為受到歡迎，被改編以三集OVA的方式公開。OVA大受歡迎後，再改編成有獨立背景的電視動畫和漫畫。

## 早期以《天地無用》為背景的系列
原始設定女主角砂沙美是樹雷星的公主，並且是女神津名魅的化身，所以有和男主角（樹雷星的王子）柾木天地匹敵的力量，但平時隱藏起來。

## 電視動畫版
該作為完全獨立的背景的動畫作品，於東京電視台首播，共二十六集，於1996年至1997年的每週五晚間18時30分至19時00分播放。英語標題為「Magical Project S」。
其設定的女主角砂沙美是普通人類的小學女生，和同學美紗緒是好朋友。可是兩人其實和兩位月球的魔法世界的候任女王競爭者，享有共同的靈魂，所以分別被選中作為自己的地上化身，展開了成為精神世界的王者之戰。以下是只有在本作品登場之角色。

### 各話列表
| 話數 | 日文標題 | 編劇       | 分鏡     | 演出     | 作畫監督                 | 首播日期       |
| ---- | -------- | ---------- | -------- | -------- | ------------------------ | -------------- |
| 1    |          | 黑田洋介   | 秋山勝仁 | 別所誠人 | 奧田淳 北島信幸 恩田尚之 | 1996年 10月4日 |
| 2    |          | 倉田英之   | 岩崎良明 | 蘆澤剛史 | 佐藤道雄                 | 10月11日       |
| 3    |          | 黑田洋介   | 織田美浩 | 棚橋一德 | 增谷三郎                 | 10月18日       |
| 4    |          | 倉田英之   | 鈴木敏明 | 鈴木敏明 | 南伸一郎                 | 10月25日       |
| 5    |          | 高山治郎   | 別所誠人 | 別所誠人 | 進藤滿尾                 | 11月1日        |
| 6    |          | 橫手美智子 | 棚橋一德 | 棚橋一德 | 增谷三郎                 | 11月8日        |
| 7    |          | 倉田英之   | 渡邊慎一 | 渡邊慎一 | 齊藤恒德                 | 11月15日       |
| 8    |          | 黑田洋介   | 蘆澤剛史 | 蘆澤剛史 | 南伸一郎                 | 11月22日       |
| 9    |          | 黑田洋介   | 吉田俊司 | 吉田俊司 | 河野利幸                 | 11月29日       |
| 10   |          | 倉田英之   | 岩崎良明 | 鈴木敏明 | 神戶洋行                 | 12月6日        |
| 11   |          | 橫手美智子 | 小林孝志 | 棚橋一德 | 增谷三郎                 | 12月13日       |
| 12   |          | 荒川稔久   | 市川     | 三泥無成 | 小林利充                 | 12月20日       |
| 13   |          | 黑田洋介   | 蘆澤剛史 | 蘆澤剛史 | 南伸一郎                 | 12月27日       |
| 14   |          | 神秘編劇X  | 吉田俊司 | 吉田俊司 | 河野利幸                 | 1997年 1月3日  |
| 15   |          | 高山治郎   | 渡邊慎一 | 小川浩司 | 神戶洋行                 | 1月10日        |
| 16   |          | 黑田洋介   | 棚橋一德 | 棚橋一德 | 增谷三郎                 | 1月17日        |
| 17   |          | 黑田洋介   | 蘆澤剛史 | 蘆澤剛史 | 南伸一郎                 | 1月24日        |
| 18   |          | 橫手美智子 | 吉田俊司 | 吉田俊司 | 河野利幸                 | 1月31日        |
| 19   |          | 高山治郎   | 小林孝志 | 小川浩司 | 神戶洋行                 | 2月7日         |
| 20   |          | 黑田洋介   | 別所誠人 | 別所誠人 | 奧田淳                   | 2月14日        |
| 21   |          | 黑田洋介   | 棚橋一德 | 棚橋一德 | 增谷三郎                 | 2月21日        |
| 22   |          | 倉田英之   | 蘆澤剛史 | 蘆澤剛史 | 南伸一郎                 | 2月28日        |
| 23   |          | 黒田洋介   | 吉田俊司 | 吉田俊司 | 河野利幸                 | 3月7日         |
| 24   |          | 倉田英之   | 小林孝志 | 棚橋一德 | 神戶洋行                 | 3月14日        |
| 25   |          | 黑田洋介   | 市川     | 吉田俊司 | 增谷三郎                 | 3月21日        |
| 26   |          | 黑田洋介   | 秋山勝仁 | 秋山勝仁 | 奧田淳                   | 3月28日        |

### 播放局
同步網
- 東京電視台
- 北海道電視台
- 愛知電視台
- 大阪電視台
- 瀨戶內電視台
- TXN九州（今TVQ九州放送）

時差網
- 琵琶湖放送（星期三 8時00分－8時30分）[1]
- 和歌山電視台（星期三 18時30分－19時00分）[1]
- IBC岩手放送（星期六 5時30分－6時00分，於同步網首播結束後在此台播出）[2]
- 日本海電視台（星期一－星期三 16時30分－17時00分，於同步網首播結束後在此台播出）[3]

## 電視版登場人物

### 主要的魔法少女們
河合砂沙美（聲：日本：橫山智佐；台灣：謝佼娟；香港：劉惠雲）
主角。
水藍色雙馬尾赤紅的眼睛。可以變身成為「魔法少女可愛沙美」。起初喜歡天地，後喜歡魎皇鬼。個性天真開朗。
變身咒語
Pretty Mutation Magical Recall
絕招
Pretty Face(OVA版)
Pretty Wing(OVA版)
Turtle Option(OVA版)
Pretty Heart Boomerang(OVA版)
Pretty Home Run(OVA版與TV版共通)
Pretty Space(TV版)
Pretty Teleport(TV版)
Pretty Dynamite(TV版)
天野美紗緒(声優：笠原留美；台灣：龍顯蕙)
另一位主角。
砂沙美的好朋友兼同班同學。是個擁有黑色直髮碧綠眼瞳的美少女。內心很膽小，常常一人在家，把砂沙美視為唯一的朋友。裸魅亞讓她變身成為「魔法少女妖艷米莎」後性格也會跟著改變，頭髮從黑色轉為金色。於第二十四話因想幫助砂沙美從留魅耶那得到魔法刀而得到自由變身的力量。起初喜歡廣人，後喜歡留魅耶。尚未變身時，似乎也能使用魔法（第19話知道自己是米莎時，不敢見砂沙美的面而使用傳送逃走）。稱呼留魅耶「小鳥」。
變身咒語
Pixy Mutation Magical Recall
召喚
Calling Mistakes
Sexy Calling Mistakes
絕招
Pixy Sexual Fire
Pixy Manji Dart

### 魔法王國（月球）的人
津名魅(声優：橫山智佐；香港：曾月娥)
魔法王國的女王。個性有點天然呆。
裸魅亞(声優：岡本麻弥；香港：陳凱婷)
魔法王國的女王候選人。視津名魅為競爭對手。個性好強而表面溫柔。為了和津名魅爭女王寶座，而命令留魅耶把美紗緒變成「魔法少女妖艷米莎」。
留魅耶(声優：柊美冬)
裸魅亞的弟弟。因為姊姊的命令而把美紗緒變身成為妖艷米莎，平常以小鳥的姿態待在美紗緒身邊，對於少女的戀愛抱持著觀望的心態和罪惡感。喜歡美紗緒。

### 魔法少女家人與週遭的人們
河合銀次(聲優：矢尾一樹)
砂沙美的父親。能力很強，考取了很多駕照，當中包括NASA太空人的執照。曾任職過SWAT。
由於河合銀次的聲優矢尾一樹曾擔任超獸機神斷空我的主角藤原忍的配音，因此在動畫24集中說出其名台詞「やってやるぜ」。
鷲羽(声優：小林優子)
天才女科學家。喜歡研究魔法少女，想找出魔法的真相，後發現魔法其實是由人的心願而生。最終戰時曾製作能聚集魔力的道具，派妖艷米莎送去幫助可愛沙美。
灰田木之葉(声優：川上倫子)
海王星小学的學生。曾因砂沙美魔把魔杖弄丟而變身成「魔法少女清純可妮」。對真嶋有好感，因此把美紗緒視為情敵。後與廣人變成一對。
伊達映美(声優：森谷密)
砂沙美班上的班長。在故事後期被第三位女王候選人變成「魔法少女愛我愛咪」，每當有男同學叫她「愛咪」時，她都會很生氣的大喊：「別再叫我『愛咪』啦！」變身至動畫完結仍未解除。
真嶋廣人(声優：松野太紀)
砂沙美的同班同學。美紗緒對他有好感(起初)，同時廣人也是(起初)。後與木之葉變成一對。
小山田健二(声優：石川大介)
砂沙美的同班同學。和真嶋是死黨。

## OVA版登場人物
河合砂沙美(声優：橫山智佐)
天野美紗緒(声優：笠原留美)
津名魅(声優：橫山智佐)
裸魅亞(声優：岡本麻弥)
留魅耶(声優：柊美冬)
留魅耶的造型與電視版有很大的區別。

## 正版中文軟體
本編在香港曾經在亞洲電視上播放過，後以亞洲影帶名義授權GETS Hong Kong Ltd.出版VCD，一共十三張光碟。在台灣則由傳訊電視大地頻道以《魔法少女》為名首播，木棉花國際代理的VCD則定名為《魔法少女 可愛莎美》。

## 漫畫版
天地無用！魎皇鬼 番外篇 魔法少女砂沙美
漫畫於《月刊Comic Dragon》發表。作畫由奧田人志負責。
魔法少女砂沙美
於《月刊Comic Dragon》發表，單行本全3冊。作畫由牧野靖弘負責。
1. 1997年2月刊行 ISBN 4-04-712130-4
2. 1997年9月刊行 ISBN 4-04-712142-8
3. 1998年7月刊行 ISBN 4-04-712164-9

## 來源
1. 1 2  《Animage》1997年4月號（德間書店）全國放送局別放映一覽（195頁）。
2. ↑  《Animage》1997年4月號（德間書店）全國放送局別放映一覽一覽（202頁）。
3. ↑  《Animage》1997年4月號（德間書店）全國放送局別放映一覽（203頁）。